# Преображенский, Антонин Викторович
Антонин Викторович Преображе́нский (16 [28] февраля 1870, Сызрань, Симбирская губерния, Российская империя — 17 февраля 1929, Ленинград, РСФСР, СССР) — российский музыковед-медиевист, палеограф, писатель, педагог, профессор, один из крупнейший знатоков и исследователей русской церковной музыки. Видный музыкальный деятель Российской империи и СССР.

## Биография
Учился в Екатеринославской духовной семинарии (1884—1889), а затем в Казанской духовной академии (1890—1894). Его отец Виктор Иванович Преображенский был ректором Екатеринославской духовной семинарии. В 1894 г. назначен на должность законоучителя Таганрогских городских начальных училищ Донской области. В 1896 г. продолжил службу преподавателем Бахмутского духовного училища Екатеринославской губернии (1896—1898). В 1898—1902 г. преподавал в Синодальном Училище церковного пения в Москве, с 1902 г. — библиотекарь Придворной певческой Капеллы в Санкт-Петербурге.
С 1920 г. — профессор, научный сотрудник Разряда истории музыки ленинградского Института истории искусств, одновременно преподавал курс древнерусской музыки в Ленинградской государственной консерватории.
В 1920-е годы занимался исследованиями греко-русских церковно-певческих параллелей XII—XIII веков, проблем древнерусской семиографии и теории музыки.
Воспитал известных учеников, среди которых, профессор М. В. Бражников и А. В. Финагин.
Сотрудничал с рядом газет и журналов, в частности, «Русской Музыкальной Газетой», «Хоровое и регентское дело» и др.

## Сочинения (выборка)
- Словарь русского церковного пения. М.: Товарищество скоропечатни А. А. Левенсон, 1896.
- Реформа богослужебного пения в католической церкви (1897).
- По церковному пению. Указатель книг, брошюр, журнальных статей и рукописей по церковному пению. (1-е изд. Екатеринослав, 1897; 2-е изд. М.: 1900).
- Д. С. Бортнянский. К 75-летию со дня его смерти (1900).
- Из переписки А. О. Львова с Д. В. Разумовским и П. М. Воротниковым (1900).
- Краткий очерк истории церковного пения в России. 2-е изд. СПб., 1910.
- Культовая музыка в России (1924).

Автор статей по церковной музыке в русском отделе Музыкального словаря Римана.

## Память
- В рамках Девятнадцатого пасхального фестиваля, состоявшегося 4 апреля 2010 г. был проведен международный научно-творческий симпозиум «Бражниковские чтения», посвященный 140-летию выдающегося исследователя древнерусского певческого искусства, ученого-медиевиста Антонина Викторовича Преображенского, который был учителем основателя современной научной школы русской музыкальной медиевистики М. В. Бражникова[5].